# Dichte Beschreibung
Dichte Beschreibung (englisch thick description) ist ein vom US-amerikanischen Anthropologen Clifford Geertz entwickeltes theoretisches Konzept zum Verständnis einer Kultur. Der Begriff geht auf den britischen Philosophen Gilbert Ryle zurück, von dem Geertz sich inspirieren ließ.

## Beschreibung
Ausgehend von einer Kritik am Eklektizismus des Kulturbegriffs entwickelte Geertz die dichte Beschreibung als eine besondere Form der geistigen Anstrengung im Rahmen der deutenden Ethnologie. Diese geistige Anstrengung bezieht sich vor allem darauf, dass der Forscher seine eigene Rolle und Herangehensweise mit in die Beschreibung und Interpretation aufnimmt. Es gibt nach Geertz keine reinen Daten, sondern in diese Daten sind schon immer unsere Erwartungen und unser Hintergrundwissen eingeflossen. Zwar sammelt der Ethnologe sehr viele Daten, jedoch darf nicht der Eindruck entstehen, dass das Sammeln von Daten die Hauptaufgabe des Ethnologen ist, dies ist vielmehr die Interpretation dieser Daten und Artefakte.
Ethnologie bedeutet für Geertz eine „dichte Beschreibung“. Die ethnologische Herangehensweise an ein soziales Phänomen soll nicht zu einer objektiven verallgemeinerten Theorie führen, sondern zu einer „dichten Beschreibung“, also einer genauen Interpretation des einen Phänomens. Aus diesem Einzelfall versucht er, verallgemeinernde Schlussfolgerungen zu ziehen. Geertz will methodisch nicht zu Ergebnissen im Sinne einer Naturwissenschaft kommen, sondern Vermutungen und Einschätzungen anstellen. Die ethnographische Analyse deutet den Ablauf des sozialen Geschehens. „Das Deuten besteht darin, das «Gesagte» [...] dem vergänglichen Augenblick zu entreißen.“ Die textliche Form hierfür ist nicht die einer großen Monographie, sondern eines Essays.
Die Aufgabe des Ethnologen besteht nach Geertz einerseits im Aufdecken von Vorstellungsstrukturen, die das Handeln der Subjekte im jeweiligen Kontext bestimmen und andererseits in der Entwicklung eines analytischen Begriffssystems, das geeignet ist, die typischen Eigenschaften der Strukturen gegenüber anderen Determinanten menschlichen Verhaltens herzustellen. Geertz entwickelte die dichte Beschreibung auf der Grundlage eines semiotischen Kulturbegriffs.